# Harmothoe hollisi
Harmothoe hollisi är en ringmaskart som beskrevs av Pettibone 1989. Harmothoe hollisi ingår i släktet Harmothoe och familjen Polynoidae. Inga underarter finns listade i Catalogue of Life.